# Ронні Вуд
Рональд Девід (Ронні) Вуд (англ. Ronald David «Ronnie» Wood; нар. 1 червня 1947 року) — британський рок-музикант, співак, композитор, художник, найбільш відомий як учасник The Rolling Stones.